# Primula iljinskii
Primula iljinskii är en viveväxtart som beskrevs av Fedorov. Primula iljinskii ingår i släktet vivor, och familjen viveväxter. Inga underarter finns listade i Catalogue of Life.